# Главный Кут
Главный Кут (Глав Кут) — бывший рыбный промысел в Бабаюртовском районе Дагестана. Входил в состав Асса-Аульского сельсовета. В 1942 году все население переселено в село Оразгулаул, а промысел ликвидирован.

## География
Располагался на южном берегу Аграханского залива.

## История
Предположительно рыбный промысел образовался в начале XX века. В 1929 году рыбный промысел входил в состав Чеченьского сельского совета Махачкалинского района и состоял из 38 хозяйств. В 1935 году передан в состав Асса-Аульского сельсовета Бабаюртовского района. В 1942 году Асса-Аульский сельсовет ликвидирован, территория передана в Львовский сельсовет.По данным на 1959 год кутан Главный Кут числился в состав Новокосинского сельсовета, в нём проживало 20 человек (все ногайцы), работников колхоза имени Буйнакского. В 1966 году хутор Главный Кут значится в составе Новокосинского сельсовета в качестве кутана колхоза имени Фрунзе Лакского района. В настоящее время на месте промысла располагается база опытного охотхозяйства «Дагестанское».

## Население
В 1929 году на рыбном промысле проживало 110 человек (60 мужчин и 50 женщин), 93 % населения — русские. По данным на 1939 год в поселке Главный Кут проживало 567 человек (282 мужчины и 285 женщин).